# 아와라시
아와라시(일본어: あわら市)는 일본 후쿠이현 북단에 있는 후쿠이평야에 걸쳐 있는 시이다. 호쿠리쿠 지방 유수의 아와라 온천으로 유명하다. 2004년 3월 1일에 사카이군 가나즈정을 합병하여 시로 승격했으며, 아와라라는 지명은 아와라 온천(芦原温泉)에서 유래했다.

## 지리
대략적으로 약간 높은 가에쓰 대지의 남부와 후쿠이평야의 북부로 나눌 수 있다.

## 인접하는 자치체
- 후쿠이현 사카이시
- 이시카와현 가가시

## 역사
- 1884년 6월 - 아와라 온천이 개탕하였다.
- 1897년 - 호쿠리쿠 본선 모리타~고마쓰 구간이 개업하였다.
- 1935년 2월 - 아와라촌이 정으로 승격해 아와라정이 되었다.
- 1972년 3월 - 호쿠리쿠 본선 가나즈역을 아와라 온천역으로 개칭하였다.
- 1975년 9월 - 호쿠리쿠 자동차도 후쿠이~다카오카 구간이 개통하였다.
- 2004년 3월 1일 - 사카이군 아와라정, 가나즈정이 합병해 아와라시가 성립하였다.

## 교통

### 철도
- 서일본 여객철도 호쿠리쿠 본선
- 에치젠 철도 미쿠니아와라선

### 도로
- 호쿠리쿠 자동차도
- 국도 8호선
- 국도 305호선
- 국도 365호선(전 구간 중복)

## 인구
| 연도 | 인구   | ±%    |
| ---- | ------ | ----- |
| 1970 | 29,436 | —     |
| 1980 | 30,975 | +5.2% |
| 1990 | 31,743 | +2.5% |
| 2000 | 32,178 | +1.4% |
| 2010 | 29,989 | −6.8% |
| 2020 | 27,524 | −8.2% |

## 자매 결연 도시
- 중화인민공화국 저장성 사오싱시
  - 아큐정전 등으로 유명한 중국 근현대기의 유명한 작가였던 루쉰의 스승이었던 후지노 겐쿠로가 아와라시 출신이고, 루쉰이 사오싱시에서 태어난 것에서 유래하였다.